# Partido Comunista da Indonésia
O Partido Comunista da Indonésia ( indonésio : Partai Komunis Indonesia, PKI ) foi um partido comunista na Indonésia em meados do século XX. Foi o maior partido comunista legal do mundo, fora do bloco soviético, antes de sua erradicação em 1965 e banido no ano seguinte. O partido tinha dois milhões de membros nas eleições de 1955, com 16% dos votos nacionais e quase 30% dos votos em East Java . Durante a maior parte do período imediatamente após a independência até a erradicação da PKI em 1965, foi uma parte legal operando abertamente no país.

## Precursores

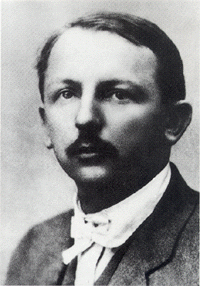
Henk Sneevliet

A Associação Social Democrata das Índias ( holandesa : Indische Sociaal-Democratische Vereeniging, ISDV) foi fundada em 1914 pelo socialista holandês Henk Sneevliet e outro socialista das índias. O ISDV, com 85 membros, foi uma fusão dos dois partidos socialistas holandeses (o SDAP e o Partido Socialista da Holanda), que se tornaria o Partido Comunista da Holanda com a liderança das Índias Orientais Holandesas. Os membros holandeses do ISDV apresentaram idéias marxistas a indonésios educados que procuravam maneiras de se opor ao domínio colonial.
O ISDV iniciou uma publicação em holandês, Het Vrije Woord ( The Free Word, editado por Adolf Baars), em outubro de 1915. Não exigiu independência quando o ISDV foi formado. Nesse ponto, a associação tinha cerca de 100 membros; apenas três eram indonésios e rapidamente tomou uma direção radicalmente anticapitalista. Quando Sneevliet mudou a sede da ISDV de Surabaya para Semarang, a ISDV começou a atrair muitos nativos de movimentos religiosos, nacionalistas e outros ativistas com idéias semelhantes, que vinham crescendo nas Índias Holandesas desde 1900. O ISDV sob Sneevliet tornou-se cada vez mais incompatível com a liderança do SDAP na Holanda, que se distanciaram da associação e começaram a compará-los com Volksraad (Conselho do Povo). Uma facção reformista do ISDV se separou e formou o Partido Social Democrata das Índias em 1917. O ISDV iniciou a Soeara Merdeka ( A Voz da Liberdade ), sua primeira publicação em língua indonésia, naquele ano.
O ISDV de Sneevliet viu o legado da Revolução de Outubro como o caminho a seguir na Indonésia, e o grupo fez incursões entre marinheiros e soldados holandeses estacionados na colônia. Guardas Vermelhos foram formados, totalizando 3.000 em três meses. No final de 1917, soldados e marinheiros da base naval de Surabaya se revoltaram e estabeleceram sovietes . As autoridades coloniais suprimiram os sovietes de Surabaya e o ISDV, cujos líderes holandeses (incluindo Sneevliet) foram enviados de volta à Holanda.
No entanto, o ISDV estabeleceu um bloco dentro da organização anticolonialista Sarekat Islam (União Islâmica). Muitos membros do SI de Surabaya e Solo, incluindo Semaun e Darsono, foram atraídos pelas idéias de Sneevliet. Como resultado da estratégia de "bloco dentro" de Sneevliet, vários membros do SI foram persuadidos a estabelecer o Sarekat Rakjat (União do Povo), mais revolucionária e dominada pelos marxistas.
O ISDV continuou trabalhando clandestinamente e começou a Soeara Rakyat ( Voz do Povo ), outra publicação. Após a partida involuntária de vários quadros holandeses, combinados com o trabalho no Sarekat Islam, os membros passaram da maioria dos holandeses para a maioria dos indonésios.

## Década de 1950
A PKI favoreceu os planos de Sukarno para a Democracia Guiada antes das eleições de 1955 e o apoiou ativamente. O partido terminou em quarto lugar nas eleições, com 16% dos votos e quase dois milhões de membros. Ganhou 39 cadeiras (de 257) e 80 de 514 na Assembléia Constituinte . Quase 30% dos votos em Java Oriental foram dados para a PKI.
A oposição ao controle holandês contínuo de Irian Jaya foi levantada pelo partido durante a década, e o escritório da PKI em Jacarta sofreu um ataque de granada em julho de 1957. O partido avançou nas eleições municipais naquele mês e, em setembro, o Partido Islâmico Masyumi exigiu a proibição da PKI.
Em 3 de dezembro, os sindicatos em grande parte sob controle da PKI começaram a apreender empresas de propriedade holandesa. Essas apreensões abriram o caminho para a nacionalização de empresas estrangeiras. A luta contra o capitalismo estrangeiro deu à PKI a oportunidade de se apresentar como um partido nacional.
Uma tentativa de golpe foi feita por forças pró-EUA nas forças armadas e na direita política em fevereiro de 1958. Os rebeldes, com sede em Sumatra e Sulawesi, proclamaram um governo revolucionário da República da Indonésia (Pemerintah Revolusioner Republik Indonesia) em 15 de fevereiro. O governo revolucionário imediatamente começou a prender milhares de membros da PKI em áreas sob seu controle, e o partido apoiou os esforços de Sukarno para reprimir a rebelião (incluindo a introdução da lei marcial). A rebelião foi finalmente derrotada.
Em agosto de 1959, houve uma tentativa em nome dos militares de impedir o congresso do partido da PKI. O congresso foi realizado conforme agendado, no entanto, e foi abordado por Sukarno. Em 1960, Sukarno introduziu " Nasakom ": uma abreviação de nasionalismo (nacionalismo), agama (religião) e komunismo (comunismo). O papel da PKI como parceiro júnior na política de Sukarno foi institucionalizado; o PKI deu as boas-vindas a Nasakom, vendo-o como uma frente unida de várias classes.

## Década de 1960

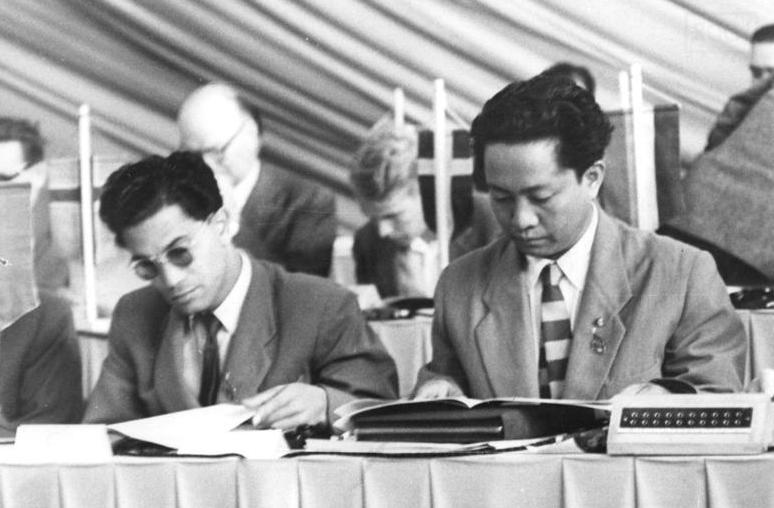
Aidit (direita) e Revang no Quinto Congresso do Partido da Unidade Socialista da Alemanha em Berlim Oriental, 11 de julho de 1958

Embora a PKI apoiasse Sukarno, manteve sua autonomia política; em março de 1960, o partido denunciou o tratamento não democrático do presidente pelo orçamento. Em 8 de julho daquele ano, Harian Rakyat publicou um artigo crítico ao governo. A liderança da PKI foi presa pelo exército, mas depois foi libertada de acordo com as ordens de Sukarno. Quando uma Malásia independente foi concebida, ela foi rejeitada pela PKI e pelo Partido Comunista da Malásia .
Com crescente apoio popular e um número de membros de cerca de três milhões em 1965, a PKI era o partido comunista mais forte fora da China e das repúblicas da União Soviética . O partido tinha uma base sólida em organizações de massa como a Organização Central de Trabalhadores da Indonésia (Sentral Organisasi Buruh Seluruh Indonésia), Juventude do Povo (Pemuda Rakjat), Movimento Indonésio de Mulheres (Gerakan Wanita Indonésia), Frente de Camponeses da Indonésia (Barisan) Tani Indonésia), o Instituto de Cultura Popular ( Lembaga Kebudajaan Rakjat ) e a Associação de Estudiosos da Indonésia (Himpunan Sardjana Indonesia). No seu auge, alegava-se que o total de membros do partido e de suas organizações de frente representava um quinto da população indonésia.
Em março de 1962, a PKI ingressou no governo; os líderes do partido Aidit e Njoto foram nomeados ministros consultivos. No mês seguinte, a PKI realizou seu congresso do partido. Em 1963, os governos da Malásia, Indonésia e Filipinas discutiram disputas territoriais e a possibilidade de uma confederação de Maphilindo (uma ideia introduzida pelo presidente filipino Diosdado Macapagal . A PKI rejeitou Maphilindo; militantes do partido entraram no Bornéu da Malásia, combatendo as forças britânicas, malaias, australianas e da Nova Zelândia . Embora alguns grupos tenham chegado à Península Malaia, planejando se juntar à luta lá, a maioria foi capturada na chegada. A maioria das unidades de combate PKI estavam ativas nas regiões fronteiriças de Bornéu .
Em janeiro de 1964, a PKI começou a confiscar propriedades britânicas pertencentes a empresas britânicas na Indonésia. Em meados da década de 1960, o Departamento de Estado dos Estados Unidos estimou a participação no partido em cerca de dois milhões (3,8% da população em idade ativa da Indonésia).

## Resultados das eleições
| Eleição                                                 | Assentos ganhos | Votos     | Compartilhar | Resultado   | Líder    |
| ------------------------------------------------------- | --------------- | --------- | ------------ | ----------- | -------- |
| Eleição legislativa indonésia de 1955                   | 39 / 257        | 6.176.914 | 16,4%        | 39 assentos | DN Aidit |
| Eleição da Assembléia Constituinte da Indonésia em 1955 | 80 / 514        | 6.232.512 | 16,47%       | 80 assentos | DN Aidit |